# 2-乙基噻吩
2-乙基噻吩是一种有机硫化合物，化学式为C6H8S。它可由2-乙酰基噻吩加氢还原制得，或由噻吩、正丁基锂、溴乙烷反应得到。它和碘苯、碳酸银在催化下反应，可以得到2-乙基-5-苯基噻吩。